# La Fille du loup-garou
Pour plus de détails, voir Fiche technique et Distribution.
La Fille du loup-garou (Cry of the Werewolf) est un film américain réalisé par Henry Levin, sorti en 1944.

## Fiche technique
- Titre original : Cry of the Werewolf
- Titre français : La Fille du loup-garou
- Réalisation : Henry Levin
- Scénario : Griffin Jay et Charles O'Neal (en)
- Photographie : L. William O'Connell
- Pays d'origine : États-Unis
- Format : Noir et blanc - 1,37:1
- Genre : horreur
- Durée : 63 minutes
- Date de sortie : 1944
- Affiche : Claire Finel (France)

## Distribution
- Nina Foch : Princesse Celeste LaTour
- Joseph Stephen Crane (en) : Robert Morris
- Osa Massen : Elsa Chauvet
- Blanche Yurka : Bianca
- Barton MacLane : Lieutenant Barry Lane